# Мокра Заплавка
Мо́кра Запла́вка (Запла́вка) — річка в Україні, в межах Самарівського та Дніпровського районів Дніпропетровської області. Ліва притока Орелі (басейн Чорного моря).

## Опис
Довжина 30 км, площа басейну 301 км². Долина коритоподібна, завширшки до 1 км. Заплава місцями заболочена, завширшки до 300 м. Річище звивисте, його пересічна ширина — 5 м. Похил річки 0,4 м/км. Влітку річка місцями пересихає. Споруджено декілька ставків. 

## Розташування
Мокра Заплавка бере початок на південь від села Котовка. Тече переважно на захід. У пониззі перетинає канал Дніпро — Донбас. Впадає до Орелі на захід від села Заорілля. 
Над Мокрою Заплавкою розташовані села: Заплавка, Мусієнкове, Чернеччина, Гупалівка, Котовка.

## Притоки
Суха Заплавка — ліва притока, що протікає на північному заході Самарівського району Дніпропетровської області. Над річкою розташоване с. Дмухайлівка (колишні Дмухайлівські Хутори).